# Crematogaster sagei
Crematogaster sagei är en myrart som beskrevs av Auguste-Henri Forel 1902. Crematogaster sagei ingår i släktet Crematogaster och familjen myror.

## Underarter
Arten delas in i följande underarter:
- C. s. laevinota
- C. s. sagei